# Чёрный дукер
Чёрный дукер (лат. Cephalophorus niger) — небольшое африканское млекопитающее семейства полорогих.
Ранее рассматривался в составе рода лесных дукеров (Cephalophus). В 2022 году вместе с бо́льшей частью видов, традиционно относимых к лесным дукерам, перенесён в род Cephalophorus.

## Распространение
Ареал чёрного дукера включает в себя страны Западной Африки: Бенин, Буркина-Фасо, Гвинея, Сьерра-Леоне, Нигерия, Кот-д’Ивуар, Гана, Либерия и Того. Живёт в редколесьях и саваннах вблизи рек.

## Основные характеристики
Чёрный дукер достигает длины тела от 80 до 100 см, высоты в холке от 45 до 55 см и веса от 15 до 20 кг. Самки крупнее самцов. Мех коричнево-чёрного или чёрного окраса, спина животных темнее. Голова, горло и грудь светлые, окраска верха головы и лба красновато-коричневая, с внешней стороны уши чёрно-бурые, с внутренней — красновато-коричневые. Середина лба может быть чёрной. Паховые железы отсутствуют. Рога прямые и имеют круглое поперечное сечение: у самцов длиной от 7,2 до 9,4 см, у самок — максимум 3,1 см.